# Luis Muciño
Luis Muciño (nascido em 4 de abril de 1936) é um ex-ciclista olímpico mexicano. Representou sua nação nos Jogos Olímpicos de Verão de 1960.
Pai de César Muciño.